# 마츠야 왕국
마츠야(산스크리트어: मत्स्य)는 철기 시대에 존재했던 남아시아의 고대 인도아리아인 부족 및 국가이다. 마츠야족의 구성원은 마츠예야라고 불렸고 마츠야 왕국이라는 왕국으로 조직되었다.

## 어원
팔리어로 '마차', 산스크리트어로 '마츠야'는 '물고기'를 의미한다.

## 위치
마츠야 왕국은 사라스바티강과 숲을 서쪽 경계로 둘러싸고 남쪽 경계는 참발강 근처의 언덕으로 광범위한 영토를 포함했다. 마츠야국의 이웃 국가는 북쪽의 쿠루와 동쪽의 수라세나였다.
마츠야의 수도는 오늘날 바이라트에 해당하는 비라타나가라였다.

## 역사
마츠야족은 리그베다에서 다사라즈나 전투 동안 수다스의 적대자 중 하나로 나타난다.
사타파타 브라마나에 따르면 마츠야 왕 드바산 드바이타바나는 사라스바티강 근처에서 아슈바메다를 수행했다. 사라스바티 강둑의 숲과 호수는 모두 이 왕의 이름을 따서 명명되었다.
고파타 브라마나와 같은 베다 문헌은 살바족과 함께 마츠야족을 언급하고 카우시타키 우파니샤드에서는 그들을 쿠루-판찰라와 연결한다. 마하바라타와 같은 후기 푸라나 문헌들은 마츠야족을 트리가르타족 및 체디족과 연결하고 마누-삼히타는 마츠야족, 우라세나카족, 파냐족, 쿠루-크셰트라의 나라들을 브라흐마리쉬데사를 형성하며 브라흐마 리쉬들의 성스러운 거주지로 나열한다.
마츠야의 후기 역사는 알려져 있지 않지만, 불경 앙굿따라 니까야에서는 마츠야를 십육대국에 포함시켰다. 십육대국 시대의 마츠야국은 고고학적으로 갠지스 - 야무나 도압 지역의 서쪽 부분에서 이전의 회화 회색 도자기 문화를 계승한 북부 흑색 광택 도기 고고학 문화권에 해당하며 쿠루, 판찰라, 수라세나 및 밧사와 관련이 있다.
후기 철기 시대에 왕정을 포기하고 가나상가를 택한 남아시아 중앙부의 다른 국가와 달리 마츠야는 군주정을 유지했다.
마츠야는 결국 마가다 제국에 의해 정복되었다.

## 마하바라타
인도 서사시에서의 마츠야 왕국은 사티아바티의 쌍둥이 형제이자 비슈마와 동시대인 마츠야 왕에 의해 설립되었다.
마하바라타(V.74.16)는 체디와 마츠야를 다스린 사하자 왕을 언급하는데, 이는 마츠야가 한때 체디 왕국의 일부를 형성했음을 암시한다. 또한 마츠야는 비라타 왕국으로도 불렸는데, 판다바들이 캄야카와 드와이타 숲에서 12년간의 숲 생활(바나 바사)을 마치고 13년째 익명의 세월을 보낸 곳이 바로 이곳으로, 우파플라비야는 판다바와 그들의 동맹국들이 쿠루크셰트라 전쟁이 시작되기 전에 진을 친 이 왕국의 또 다른 도시였다.
비라타 왕과 그의 아들들은 쿠루크셰트라 전쟁에 참여했고 죽었다. 비라타의 딸 우타라는 아르주나의 아들 아비만유와 결혼하여 후에 판다바의 통치 이후 쿠루 왕이 된 파리크시트를 낳았다. 1960년의 고고학 조사는 또한 마하바라타 시기인 기원전 1세기경에 지어진 것으로 추정되는 사원의 유적을 발견했다.

## 같이 보기
- 베다 시대
- 십육대국